# محافظة الجنوب (لبنان)
تشكل محافظة لبنان الجنوبي لساناً ساحلياً يمتد من صيدا عاصمة الجنوب ومركز المحافظة شمالاً حتى الناقورة جنوباً. تضم المحافظة ثلاثة أقضية: صيدا-الزهراني وصور على الساحل بالإضافة إلى قضاء جزّين الذي يشكل مجموعة من البلدات الداخلية المنتشرة على منحدرات جبلية وصولاً إلى ارتفاع يفوق ال 1000 متر من سطح البحر لذلك تشكل مركزاً هاماً. وفقاً لبيانات سجلات الناخبين، فإن الشيعة يشكلون حوالي 60%، والسُنّة 20%، ويشكل المسيحيين حوالي 20% من السكان. وتضم محافظة لبنان الجنوبي 178 مدينة وقرية منها 133 فيها مجالس بلدية. وتتوزع مع الأقضية على الشكل التالي:
- قضاء صيدا: 42 بلدية
- قضاء صور: 56 بلدية
- قضاء جزين: 35 بلدية

المركز الإداري: صيدا.

## الموقع الجغرافي
تقع محافظة الجنوب على ساحل البحر المتوسط، تحدها محافظة النبطية من الشرق، ومحافظة جبل لبنان من الشمال. تتفاوت الارتفاعات في هذه المحافظة بين 0 و 300 متر عن سطح البحر، مع وجود مناطق قليلة يصل ارتفاعها إلى 1,500 متر عن سطح البحر في شمالها. تحتوي المحافظة على مناطق ريفية متنوعة، حيث يصبح عدد السكان كثيفًا في المدن الرئيسية الثلاث (جزين، صيدا وصور) مع انتشار المناطق الطبيعية في معظمها والأراضي الزراعية بشكل أساسي. تمر هذه المنطقة بسبعة أنهار: الأولي، سينيق، الليطاني، الزهراني، الناقورة، القاسمية والحاصباني.

### مميزات الموقع الجغرافي

#### المرافئ
في جنوب لبنان تسع جامعات، وتحتضن مرفأين من مرافئ لبنان الأربعة، يقع مرفأ صيدا في قضاء صيدا وهو ثالث أكبر ميناء في لبنان حيث يستقبل حوالى 200 سفينة في السنة. ويقع مرفأ صور في قضاء صور، وهو رابع أكبر ميناء في لبنان، إلا أنه لم يتوسع بما فيه الكفاية ليبني مرسى للسفن الكبيرة في مينائه الأساسي.

#### الصناعات الغذائية
توفر مساحة الأراضي الزراعية الشاسعة والنشاطات الزراعية المهمة داخل البيوت البلاستيكية موارد مهمة ومواد أولية أساسية لصناعات غذائية مزدهرة

#### المصايف والسياحة البيئية
إن وجود محميات طبيعية في هذه المنطقة يساعد على الحفاظ على أصناف متعددة من الحيوانات والنباتات، ما يوفر فرصًا للسياحة البيئية. وتستقطب الشواطئ الرملية في صور والآثار التاريخية في صيدا وصور أكثر من 50,000 زائر سنويًّا. وعدد الفنادق في 2020 حوالي 600 فندق

#### مشتقات الحليب لا سيما الماعز
تضم هذه المحافظة ما يزيد عن 35,023 رأس ماعز، بالمقارنة مع 4,839 رأس بقر فقط، ما يعبّد الطريق أمام فرص استثمارية مهمة في هذا القطاع.

#### إنتاج النبيذ
جزين هي المنطقة الوحيدة في الجنوب التي تتمتع بتربة تتيح صناعة نبيذ مزدهرة. هناك مصنع نبيذ واحد في جزين، في وقت تعمد مصانع أخرى في الوقت الحالي إلى زراعة الكروم في المنطقة.

#### زيت الزيتون
تحتضن محافظة الجنوب 15 في المئة من أشجار الزيتون في لبنان، وهي تكون بذلك ثاني أكبر منطقة تزدهر فيها زراعة الزيتون في لبنان.

## تاريخ التنظيم الإداري في محافظة الجنوب[6]
مر التنظيم الإداري في لبنان بمراحل عدة إتّسم في كل منها بسمة النظام السياسي الذي كان سائداً، وبعض هذه المراحل ترك أثرا على الأنظمة الإدارية لا يزال ظاهرا حتى اليوم، يمكن تقسيم هذه المراحل ثلاث:

### أولا: مرحلة الحكم العثماني.
بدخول العثمانيين سوريا عام 1516، أخضع لبنان للحكم العثماني واتبع لتقسيماتهم الإدارية، وقد استمرت مرحلة الحكم العثماني لأكثر من 400 عام، من 1516 حتى العام 1919، وقد تركت أثرها على تنظيم وطرق الإدارة في لبنان، هذا الأثر الذي لا تزال بعض معالمه ظاهرة في وقتنا الحاضر.
ارتبط التنظيم الإداري في الدولة العثمانية بحاجات الدولة الأساسية، خاصة في المجالين العسكري والمالي، وكانت الدولة العثمانية تعتمد في كل مرة تلجأ فيها إلى إعادة النظر بتقسيماتها الإدارية، التنظيم الهرمي المتدرج من الأعلى إلى الأسفل وفقا لأربع مستويات هي التالية:
- الولاية والتي عرفت في البداية باسم «الإيالة» وقد تولى شؤونها والي برتبة باشا.
- اللواء أو المسنجق، وهو تابع للولاية، وكان يضم عددا من المقاطعات، وقد تولى شؤونه «سنجق بكى» (أمير اللواء) وفيما بعد سُمي متصرف.
- القضاء أو القائمقامية، وهي جزء من اللواء، وقد تولى شؤونها قائمقام.
- الناحية، وهي عبارة عن مجموعة من القرى والمزارع، وقد تولى شؤونها موظف عرف بمدير الناحية.

وتقسم مرحلة الحكم العثماني إلى ثلاثة مراحل:
- مرحلة الإمارة (1516 - 1840).
- مرحلة القائمقاميتين (1842 - 1864).
- مرحة المتصرفية (1864 - 1914).

وقد كان أبرزها مرحلة المتصرفية، ففي هذه المرحلة من الحكم العثماني ظهرت مؤسسة البلدية ومؤسسة المختار والمجلس الاختياري، وكانت مؤسسة البلدية إحدى اقتباسات الجماعة الإصلاحية العثمانية عن النموذج الأوروبي، ففي عام 1856 تأسست بلدية إسطنبول لتكون أول بلدية تنشأ في السلطنة العثمانية، وما لبثت البلديات، بعد هذا التاريخ، أن أصبحت جزءاً من التنظيم الإداري الذي اعتمدته الحكومة المركزية العثمانية في قانون الولايات الصادرة في العام 1864 وقانون البلديات الصادر في العام 1877.
وكانت أول خطوة تأسيسية لنشوء أول مؤسسة للبلدية في متصرفية جبل لبنان وباقي المقاطعات اللبنانية قد بدأت ببلدية دير القمر عام 1864، وما لبثت البلديات أن انتشرت في متصرفية جبل لبنان، اما في المقاطعات اللبنانية الأخرى فقد تأسست عام 1867 بلدية بيروت، وعام 1875 بلدية صيدا، وعام 1880 بلدية طرابلس والميناء، ولاحقا بلديات أخرى عديدة في باقي المدن والقرى.
وتلازم ظهور البلديات مع ظهور المختارين والمجالس الاختيارية، ففي عام 1864 لجأت السلطنة العثمانية، في إطار الضبط والمراقبة الحكومية على فلاحي الأرياف الزراعية وحرفيي المدن، إلى إنشاء مؤسسة المختار والمجالس الاختيارية كأول مؤسسة قاعدية للسلطة، وكان المجلس الاختياري وعلى رأسه المختار الحلقة الأدنى في سلسلة حلقات الجهاز الإداري العثماني التي أمّنت الربط المباشر لهذا الجهاز بالقوى المنتجة الفلاحية والحرفية والتجارية، وقد لجأت السلطات العثمانية إلى إيجاد هذه المؤسسة لتكون سلطة بديلة لسلطة مجلس شيوخ القرية أو مجلس شيوخ الحرفة والنقابات الحرفية في المدن، ولتؤمن التوازن بين الجماعات العائلية المؤلفة لمجتمع القرية أو الحي في المدينة.
واستمر هذا التنظيم الإداري في لبنان حتى استبداله بالتنظيمات الإدارية التي وضعتها سلطات الانتداب الفرنسية.

### ثانيا: مرحلة الانتداب الفرنسي.
عقب هزيمة السلطنة العثمانية وانسحاب الاتراك ودخول جيوش الحلفاء بقيادة الجنرال اللنبي في تشرين الأول عام 1918 البلاد السورية، قسمت الأراضي المحتلة إلى ثلاثة مناطق:
- المنطقة الشرقية وضمت ولايتي دمشق وحلب.
- المنطقة الغربية وضمت جبل لبنان والأقسام المتبقية من ولاية بيروت بعد فصل لوائي عكا ونابلس وإلحاقهما بالمنطقة الجنوبية، وكانت ولاية بيروت تضم ألوية بيروت وطرابلس واللاذقية وقضائي صور وصيدا.
- المنطقة الجنوبية وضمت الأراضي الفلسطينية.

وبعد دخول سوريا ولبنان في منطقة النفوذ الفرنسي، وذلك بموجب قرار الحلفاء المتخذ في مؤتمر سان ريمو بتاريخ 18 نيسان 1920 الذي منح فرنسا سلطة الانتداب عليهما، عمدت سلطة الانتداب إلى تعيين متصرفين وقائمقامين في المناطق اللبنانية من أهالي البلاد، واستبدلت تبعاً لذلك ألقاب ممثليها العسكريين في المناطق الإدارية بألقاب جديدة هي المندوب الإداري للمنطقة، والمستشار الإداري لللواء والقضاء، فكان المستشار في اللواء إلى جانب المتصرف، وفي القضاء إلى جانب القائمقام، الرئيس المسؤول عن إدارة اللواء أو القضاء وصاحب السلطة الفعلية، وكان كل من المتصرف والقائمقام أعلى موظفي الحكومة المحلية في اللواء والقضاء، وكان كل منهما تحت إمرة المستشار مسؤولا على المحافظة عن الأمن والنظام وتطبيق القوانين والقرارات والأنظمة وتنفيذ أوامر المستشار وتعليماته، والإشراف على سير المحاكم النظامية والشرعية ضمن منطقته الإدارية.
وفي الأول من أيلول 1920 أعلن المفوض السامي الفرنسي غورو إنشاء دولة لبنان الكبير، وبنفس الوقت ألغى «غورو» كل التنظيمات والأنظمة الإدارية السابقة، وقسّم أراضي الدولة الجديدة إلى أربعة متصرفيات وهي:
- متصرفية لبنان الشمالي ومركزها زغرتا.
- متصرفية جبل لبنان ومركزها بعبدا.
- متصرفية لبنان الجنوبي ومركزها صيدا.
- متصرفية البقاع ومركزها زحلة.

وقسمت كل متصرفية إلى عدة أقضية، وبعض الأقضية إلى عدة مديريات، أما بيروت وطرابلس فقد أبقيتا مدينتين مستقلتين إداريا، وجعلت بيروت عاصمة دولة لبنان الكبير.
وأناط المفوض السامي، بموجب النظام الذي أصدره للدولة الجديدة، السلطة التنفيذية بموظف فرنسي كبير لقب بحاكم الدولة، كان مسؤولا لديه ويقوم بالنيابة عنه بإدارة البلاد والمحافظة على الأمن والنظام، اما الإدارة المحلية فقد أنيطت بالمتصرفيين في المتصرفية، وبالقائمقامين في الأقضية، وبالمديرين في المديريات.
بحسب هذا النظام اتخذت الإدارة في الدولة الناشئة شكلا هرميا يتدرج ضمن خمسة مستويات من أعلى إلى أسفل كالتالي:
- السلطة المركزية، وهي المرجعية العليا، وعلى رأسها حاكم لبنان الكبير.
- المتصرفية، وعلى رأسها المتصرف.
- القائمقامية، وعلى رأسها القائمقام.
- المديرية، وعلى رأسها مدير.
- البلدية وهي السلطة المحلية التي تأتي في أسفل الهرم الإداري، وتتولاها هيئة محلية ممثلة بالمجلس البلدي والاختياري.

بتاريخ 9 نيسان عام 1925 أصدر المفوض السامي الفرنسي «ساراي» قرارا قضى بتقسيم دولة لبنان الكبير إلى إحدى عشر محافظة ومديرية مستقلة هي مديرية دير القمر، وفي نفس الوقت ألغى القرار المذكور القضاء، ولكنه أبقى على المديريات التي ربطها مباشرة بالمحافظات، وعلى هذا قسم المحافظات إلى 34 مديرية يترأس كل منها مدير، وبحسب هذا التنظيم أصبح مستويات السلطة الإدارية في دولة لبنان الكبير أربعة وهي:
- السلطة المركزية المتمثلة بالمفوضية السامية وبالحاكمية العليا.
- المحافظة، ويتولاها محافظ يعينه الحاكم، ويعاونه مجلس إدارة المحافظة.
- المديرية، ويتولاها مدير يعينه الحاكم بعد استطلاع رأي المحافظ.
- المجالس البلدية المنظمة بأنظمة خاصة.

وفي 23 أيار 1926 أعلن الدستور اللبناني الذي وضعته لجنة تأسيسية مؤلفة من لبنانيين بالتعاون مع ممثلي سلطة الانتداب، أقر هذا الدستور استقلال البلاد ووحدتها واحتفظ بالحقوق والواجبات الخاصة بالدولة المنتدبة المنبثقة عن ميثاق عصبة الأمم وصك الانتداب، كما وعين الدستور شكل الحكم وحقوق المواطن والسلطات العامة في البلاد، وأناط سلطة التشريع بهيئة تمثيلية، والسلطة التنفيذية برئيس الجمهورية، والسلطة القضائية بالحاكم.
بموجب هذا الدستور ألغيت وظيفة حاكم الدولة، وانتقل زمام الحكم والإدارة إلى السلطات لوطنية تمارسها تحت مراقبة ممثل سلطة الانتداب، وبمعاونة مندوبيه من المستشارين الفرنسيين الفنيين والإداريين في الدوائر المركزية والمناطق الإدارية، فالشؤون الإدارية المركزية قد أنيطت برئيس الجمهورية الذي مارسها بمعاونة وزراء مسؤولين أمام الهيئة التشريعية الممثلة للشعب، والتي كانت مؤلفة في البداية من مجلسين، مجلس النواب ومجلس الشيوخ، وفيما بعد من مجلس واحد هو مجلس النواب بعد إلغاء مجلس الشيوخ بالتعديل الدستوري الحاصل في 17 تشرين الأول 1927، والصلاحيات الدستورية والإدارية، التي خص بها رئيس الجمهورية والوزراء، هي شبيهة بتلك الواردة في دساتير الدولة البرلمانية، إلا أنها كانت مقيدة بتحفظات وردت في الدستور وفي صك الانتداب لمصلحة الدولة المنتدبة، وهذه التحفظات حدّت من سيادة البلاد واستقلالها، وخاصة في أمور تتعلق بعقد المعاهدات مع الدول، وبتمثيل لبنان سياسيا واقتصاديا في الخارج، وبقبول معتمدي الدول الأجنبية لديه، وبقيادة القوى المسلحة باستثناء الدرك والشرطة، وفي 3 شباط 1930 صدر المرسوم الاشتراعي رقم 5 الذي تم بموجبه إلغاء التقسيمات الإدارية السابقة، وإنشاء المحافظات الخمس التالية:
- محافظة بيروت ومركزها بيروت.
- محافظة جبل لبنان ومركزها بعبدا.
- محافظة لبنان الشمالي ومركزها طرابلس.
- محافظة البقاع ومركزها زحلة.
- محافظة لبنان الجنوبي ومركزها صيدا.

وقسمت كل محافظة باستثناء بيروت، إلى عدة أقضية وألغيت المديريات من التقسيمات الإدارية.
وبحسب هذا التنظيم كانت درجات السلطة الإدارية وفقا لمستويات أربعة وهي:
- السلطة التنفيذية، وتتمثل برئيس الجمهورية ويعاونه الوزراء.
- المحافظة، ويترأسها المحافظ.
- القضاء ويتولاه القائمقام، ويكون في كل قضاء مجلس إداري محلي يعاون القائمقام ويعمل تحت إشرافه.
- البلدية ويتولى إدارتها مجلس بلدي منظم وفقا لقانون خاص بالبلديات.

وبسبب إدراك سلطات الانتداب أهمية الدور الذي يمكن ان يلعبه المختار في القرية أو الحي، فقد أصدرت في 13 كانون الثاني 1928 قانون المختارين الذي جعل من المختارية مؤسسة فعلية للسلطة المحلية، وبهذا القانون ألغيت الوظيفة التقليدية لشيوخ الصلح التي كانت قائمة على الأعراف والتقاليد لتحل مكانها وظيفة تعمل في إطار القوانين والأنظمة.
بشكل عام يمكن القول أن التنظيم الإداري الذي اعتمدته السلطات المنتدبة للبنان ارتكز على مبدأ المركزية المتشددة الذي سمح لهذه السلطة الممثلة بالمفوضية الفرنسية العليا ان تشرف مباشرة على إدارة شؤون الحكم، والإمساك بقوة بجهاز الإدارة في الدولة اللبنانية، وذلك عبر تأمين الربط المركزي بين المستويات الإدارية المختلفة ومهما اختلفت التقسيمات الإدارية التي عرفها لبنان في عهد الانتداب الفرنسي فإن اختلافها بقي في إطار الشكل فقط ولم يتعد إلى المضامين الوظيفية لسائر المستويات الإدارية التي ظلت تؤدي وظيفة واحدة وهي تعزيز السلطة المركزية، الأمر الذي حد من حرية العمل لتلك المستويات.

### ثالثا: مرحلة ما بعد الاستقلال.
استمرت الهيكلية الإدارية في لبنان لأكثر من عشر سنوات بعد الاستقلال على نفس الأسس التنظيمية السابقة والتي كانت مقتبسة من النظام الإداري الفرنسي الشديد المركزية.
جاءت المحاولة الأولى لتنظيم الإدارة في لبنان بعد الاستقلال عام 1954، فقد صدر المرسوم الاشتراعي رقم 11 بتاريخ 29 كانون الأول 1954 الذي اعتمد تقسيما إداريا جديدا للبنان، ولم يكن التقسيم الجديد هذا ليختلف عن التقسيم الإداري الذي جاء به المرسوم الاشتراعي رقم 5 تاريخ 3 شباط 1930 الصادر في مرحلة الانتداب الفرنسي سوى بزيادة عدد الأقضية من 18 إلى 24 توزعت على المحافظات.
جاء المرسوم الاشتراعي رقم 116 تاريخ 12 حزيران 1959 وهو قانون التنظيم الإداري العام الحالي في لبنان، فأبقى على عدد المحافظات والأقضية وتعيين مناطقها وتحديدها دون تعديل كما وردت في المرسوم الاشتراعي رقم 11 للعام 1954.
في عام 1975 طرأ تعديل على هيكلية التنظيم الإداري بموجب القانون رقم 36 تاريخ 23 ايلول 1975 قضى باستحداث محافظة سادسة وهي محافظة النبطية ومركزها النبطية، وتم ذلك بتقسيم محافظة لبنان الجنوبي إلى محافظتين هما محافظة الجنوب ومحافظة النبطية.
في عام 2003 طرأ تعديل آخر على هيكلية التنظيم الإداري بموجب القانون 522 تاريخ 16/7/2003 قضى باستحداث محافظتين جديدين، محافظة بعلبك، محافظة الهرمل (كانت سابقا جزءا من محافظة البقاع، ومحافظة عكار (كانت جزءا من شمال لبنان).